# خارج عن السيطرة (فلم)
خارج عن السيطرة (بالإنجليزية: Out-of-Sync)، هُو فيلم جريمة ودراما أمريكي صدر سنة 1995 وأخرجته ديبي ألن.

## وصلات خارجية
- مقالات تستعمل روابط فنية بلا صلة مع ويكي بيانات